# Synfonium
Synfonium est une société par actions simplifiée (SAS) fondée le 5 juin 2023 par Octave Klaba et la Banque des territoires à la suite du rachat de Shadow en 2021 et de Qwant en 2023.
Son objectif est de rassembler dans un seul écosystème le moteur de recherche (Qwant), une suite collaborative cloud concurrençant Google Workspace et Microsoft 365, un réseau social et d'autres services encore inconnus.

## Histoire
Le 30 avril 2021, Octave Klaba rachète Shadow avec comme objectif de « bâtir la meilleure offre du cloud gaming au monde ».
Le 4 juillet 2023, Octave Klaba et son frère Miroslaw Klaba rachètent Qwant pour la somme de 14 millions d'euros,.
À la suite de ce rachat, la société Synfonium est fondée par Octave Klaba et Miroslaw Klaba et la Caisse des dépôts.

## Données boursières
Synfonium est détenue à 75 % par Octave Klaba et Miroslaw Klaba (via les sociétés Jezby Ventures et Deep Code) et à 25 % par la Banque des territoires,.